# Maria Olărașu
Maria Olărașu (n. 28 mai 2000, Mingir, raionul Hîncești, Republica Moldova) este o canoistă moldoveană.

## Carieră
Sportiva s-a apucat mai întâi de caiac până când a trecut la canoe în 2013. Din 2016 trage cu Daniela Cociu în proba de C-2. Au cucerit medalia de aur la Campionatul European de Tineret (sub 23) pe distanța de 500 m. În plus, Olărașu a cucerit aurul în proba de C-2 mixt, alături de Mihai Chihaia.
La seniori Maria Olărașu și Daniela Cociu au ocupat locul 9 la Campionatul Mondial din 2021 și locul 7 la Mondialele din 2022 și 2023. Au participat de două ori la Jocurile Olimpice, atât la Tokio (2021), cât și la Paris (2024) s-au clasat pe locul 7.
Tandemul este pregătit de Victor Reneischi, dublu campion olimpic.

## Legături externe
Materiale media legate de Maria Olărașu la Wikimedia Commons
- Maria Olărașu la Comitetul Național Olimpic și Sportiv din Republica Moldova
- en  Maria Olărașu la Federația Internațională de Canoe
- en Maria Olărașu la Olympedia.org
- en  Maria Olărașu la olympics.com